# Ante Ciliga
Ante Ciliga (* 20. Februar 1898 in Šegotići, Istrien, Österreich-Ungarn; † 21. Oktober 1992 in Zagreb) war ein kroatischer Politiker, Linkskommunist und Opfer des Stalinismus.

## Leben
Ciliga wurde bei Marčana als Kind kroatischer Bauern geboren. Sein Onkel, ein Veterinär, ermöglichte ihm bis 1914 den Schulbesuch in Mostar. Während der Balkankriege radikalisiert, demonstrierte er gegen die Habsburger Monarchie, wurde nach dem Attentat von Sarajevo für alle  bosnischen Schulen gesperrt und kehrte nach Istrien zurück. Während des Krieges mit Italien auf der Halbinsel wurde er nach Mähren evakuiert und studierte in Brno auf Tschechisch. 1917 kämpfte er in der k.u.k.-Armee und begeisterte sich für die russische Oktoberrevolution, war jedoch enttäuscht, dass Lenin im Friedensvertrag von Brest-Litowsk die österreichischen Slawen sich selbst überließ.
Ende Januar 1919 trat er auf der Zagreber Konferenz der Kroatischen Sozialistischen Partei als radikaler Sprecher für die Weltrevolution auf und formierte bald eine autonome Linksfraktion, die 1920 zur kroatischen Sektion in der Kommunistischen Partei Jugoslawiens  des SHS-Staates wurde. Wegen polizeilicher Verfolgung ging er nach Frankreich, war aber im Frühjahr 1919 Teil einer jugoslawischen Freiwilligentruppe beim Sturz der ungarischen Regierung durch Béla Kun. Nach dem Zerfall Österreich-Ungarns nun italienischer Staatsbürger, agitierte er in Italien für die „Massimalisti“, eine Splittergruppe der dortigen KP. Dafür verbrachte er die Zeit von Herbst 1919 bis zum Februar 1921 in Gefängnissen in Triest und Capodistria.
Wegen des Niederbrennens der Gewerkschaftszentrale in Pula organisierte er eine bewaffnete Truppe von 30 Personen, die in einer Auseinandersetzung fünf Schwarzhemden verwundete und einen tötete („Revolte von Prostina“).
1922 wurde er Parteisekretär der kroatischen KP und Leiter des Wochenmagazins Borba (Der Kampf); ein Jahr später wurde er ins Zentralkomitee der  KP Jugoslawiens aufgenommen. Als Mitglied des Politbüros (seit 1924) – nun auch promoviert in Philosophie und Geschichte an der Universität Zagreb – trat er im Folgejahr für eiserne Parteidisziplin ein und befürwortete das Zellensystem, welches politische Debatten verhinderte. Im April d. J. verhaftet und später ausgewiesen, emigrierte er nach Wien, wo er Artikel für die Linkspresse schrieb.

### Sowjetunion
Im Oktober 1926 wurde Ciliga nach Moskau entsandt, um an der Jugoslawischen Sektion der Kommunistischen Universität der nationalen Minderheiten des Westens zu lehren und für die jugoslawische Sektion der Komintern zu arbeiten. Mit der Ablösung Sinowjews durch Bucharin waren hier eben die  ersten Trotzkisten entmachtet worden, wodurch auch die jugoslawische Parteispitze wechselte; u. a. wurde Tito als Mann Bucharins nach Zagreb geschickt.
Die Verfolgung von Anarchosyndikalisten wegen illegaler Publikationen enttäuschten ihn und er gründete eine trotzkistische Gruppe mit Stanko Dragic, Mustafa Dedic, Titos Frau Pelagia Denisowa-Belusowa u. a., die den Staatskapitalismus und die Bürokratie unter Stalin ablehnten. Konsequenterweise wurde er am 21. Mai 1930 in Leningrad von der GPU verhaftet und für drei Jahre in Werchneuralsk inhaftiert. Hier wandte er sich vom Trotzkismus und zuletzt von Lenin ab und rechnete sich fortan zur Arbeiteropposition, so dass er nach Haftverbüßung mit Billigung der jugoslawischen KP für drei Jahre nach Sibirien (Irkutsk, Jenisseisk, Krasnojarsk)  verbannt wurde. Durch hartnäckige Reklamierung seiner italienischen Staatsbürgerschaft gelang es ihm am 3. Dezember 1935 über Polen nach Paris auszureisen.

### Westeuropa
In Frankreich schrieb Ciliga 1936 eine Autobiografie über seine Zeit in Russland, die er 1941 um einen zweiten Teil über seine sibirische Verbannung ergänzte. Als politischer Journalist schrieb er für trotzkistische und menschewistische Blätter und wurde von der OVRA überwacht, die ihn bei einer Reise nach Istrien im Sommer 1937 infolge  stalinistischer Denunziation für drei Monate inhaftierte. Als Linkskommunist verkehrte er mit Arkadi Maslow und Ruth Fischer und focht eine Kampagne gegen Trotzki, der seine  Rolle im Kronstädter Matrosenaufstand 1938 gerechtfertigt hatte. Trotzki bezeichnete ihn daraufhin als „komplett demoralisiertes Element“.

### Unabhängiger Staat Kroatien
Nach Ende des deutschen  Balkanfeldzuges reiste Ciliga im Herbst 1941 als Nationalist in die NDH. Am 19. Juni 1942 wurde er in Sisak als „italienischer Spion“ von Pavelić-Leuten verhaftet und ins KZ Jasenovac verbracht, aus dem er durch Intervention von Erzbischof Alojzije Stepinac im Januar 1943 freikam. Als Journalist wurde er nun Sektionsleiter des Außenministeriums im Ustascha-Staat. Er schrieb eine Vielzahl Artikel, meist mit Bezug zur Sowjetunion, im katholischen Spremnost und im Ustascha-Blatt Hrvatski Narod; 1944 auch über das KZ Jasenovac. Darin behauptete er, dass Juden dort privilegierte Stellungen gehabt, Selektionen der Ustascha überwacht sowie an Exekutionen und Quälereien teilgenommen zu haben, bevor sie selbst von Zigeunern eliminiert wurden. Ciliga wurde zum Professor für Geschichte und Soziologie der Universität Zagreb ernannt. Dank des lokalen Gestapoleiters Konrad Klaser (Deckname von Kurt Koppel) erhielt er ein Visum für Wien und Berlin und reiste von Juli 1944 bis Februar 1945 damit. Das Ende des Zweiten Weltkrieges erlebte er in der Schweiz.

### Nach 1945
Ciliga lebte nach dem Krieg in Paris und Rom als Artikel- und Buchautor, Herausgeber eines Bulletins und  Gegner Titos. Seine Beiträge wurden im Kalten Krieg eingesetzt. Er unterstützte den Kroatischen Frühling und verstand sich als Demokrat. Er war Mitglied des Balkan-Komitees von Vladko Maček. Beim Zerfall Jugoslawiens warnte er vor Großserbien und begrüßte den Unabhängigkeitskrieg Kroatiens.

## Werke
- Im Land der verwirrenden Lüge: 10 Jahre hinter dem Eisernen Vorhang. Deutsch von Hansjürgen Wille u. Barbara Klau. Rote Weissbücher. Köln : Verl. f. Politik u. Wirtschaft (Kiepenheuer & Witsch), 1953. Neuauflage: Berlin: Die Buchmacherei, 2010
- State Crisis in Tito’s Yugoslavia. Denoel. Paris. 1974
- The Russian Enigma. London. Ink Links. 1979
- Les fous de Paris. Actes Sud. 1989